# 山川ひろみ
山川 ひろみ（やまかわ ひろみ、1990年5月13日 - ）は、日本の女優。東京都出身。

## 略歴
日本の女子高生の制服ファッションブランド CONOMiのモデルとして、プロモーション活動を行っており、テレビ出演やイタリアでのファッションショー出演も果たす。
日本テレビ『アイドルの穴～日テレジェニックを探せ!～』では、候補生99人中、人気ランキング1位を獲得。日テレジェニック2013製作委員会特別賞受賞。

## 人物
- 声優の福沙奈恵はいとこにあたる[2]。

## 出演

### ドラマ
- 民王R 第6話（2024年11月26日、テレビ朝日） - 伊藤 役
- 若草物語-恋する姉妹と恋せぬ私- 第9話（2024年12月8日 - 、日本テレビ） - 桜井 役
- 木ドラ24 量産型ルカ-プラモ部員の青き逆襲-(2025年7月3日 -、テレビ東京)  - レギュラー生徒 役

### 映画
- フェイクアウト！(2025年6月20日公開・堀江慶監督） - 寺沢玲奈 役
- アオショー!（2025年9月5日公開予定） - 主演・波島沫乃 役[3][4]

### TV
- 東京カワイイ★TV（NHK、2010年）[5]
- リンカーン（TBS、2011年5月31日）
- アイドルの穴〜日テレジェニックを探せ!〜（日本テレビ、2013年 レギュラー）
- ツギクル・リサーチ（TBS、2017年）
- マツコ会議（日本テレビ、2018年）

### ラジオ
- 村山ひとしのキャラリンパ![注 1]（かつしかFM、2008年） - 9月19日、26日放送分
- Tokyoアイドルコレクション（レインボータウンFM、2011年） - 7月17日放送分[注 2]。
- ネバーマインド!（FM-FUJI、2011年） - 4月8日放送分[注 3]
- It's a C'est La Vie（FM-FUJI、2011年） - 7月22日放送分
- Emotional Beat 姫ラジ（レインボータウンFM、2019年） - 10月26日放送分
- ググっと！GOODTOWN（TOKYO FM、2022年） - 12月31日放送分
- 山川ひろみのSTART DASH!（ラジオ日本、2023年10月7日 - 2025年3月29日、2025年7月4日 - ）

### 雑誌・書籍
- エキサイティングMAX 2016年8月号 グラビア（ぶんか社）
- HERO VISION Vol.60（東京ニュース通信社）
- 月刊アームズマガジン 2023年3月号 　表紙、グラビア（ホビージャパン）
- ロト・ナンバーズ「超」的中法 2023年10月号   表紙、インタビュー（主婦の友社）
- サイゾー 2023年4・5月合併号   インタビュー（サイゾー）

### モデル
- CONOMi
- Ane CONOMi ブランドイメージモデル

### 舞台
- 北枕動物園へようこそ（K.B.S.Project、2008年）- 野山早苗 役（主演）
- アワセルカガミ（劇団女神座、2009年）- 相馬百合子 役（主演）
- Benkei～静恋の涙～（K.B.S.Project、2009年）- 皆鶴 役
- INNOCENT SURVIVØR（劇団女神座、2009年）- 沢井更紗 役（準主演）
- ももいろナースステーション（劇団女神座、2009年）- 里見ゆう 役
- 北枕動物園へようこそ～阿片の唄～（K.B.S.Project、2010年）- 野山早苗 役（主演）
- ONEICHAN'S　ELEVEN（劇団女神座、2010年）- 灯真蒼（とうまあおい） 役
- ONEICHAN'S TWELVE～DEAD MAN'S CHEST～（劇団女神座、2010年）- 灯真蒼（とうまあおい） 役
- ひまわり畑と提灯とアイツ。（劇団女神座、2010年）- 生駒ゆう 役（準主演）
- DANGEROUS CUTIE（劇団女神座、2011年）- 聖せいら 役（主演）
- おくられびと（K.B.S.Project、2011年）- 末広良子 役（ヒロイン）
- アリスインクロノパラドックス（アリスインプロジェクト、2011年、シアターグリーンBox in Box）- 腰越美波 役（シングルキャスト）
- 大泥棒 石川幸子（劇団女神座、2011年）- 灯真蒼（とうまあおい） 役
- ライン♪[6]（アリスインプロジェクト、2011年、博品館劇場）- 中川原由香 役（シングルキャスト）
- 冬椿（女神座ATHENA、2011年）- ルリ 役（準主演）
- てんいちっ!（K.B.S.Project、2012年）-歩書遙 役（ヒロイン）
- ぱぢゃまdeおじゃま？〜香洲女子寮物語〜（女神座ATHENA、2012年）- 蜂之瀬遥 役
- 超青春合唱コメディ『SING!』（K.B.S.Project、2012年、シアターグリーンBIG TREE THEATER）- 朝倉奈美 役（ヒロイン）
- 宙☆ING（K.B.S.Project、2013年）- アン・ラーク 役（ヒロイン）
- アリスインデッドリースクールオルタナティブ（アリスインプロジェクト、2013年、六行会ホール）- 界原依鳴 役（シングルキャスト）
- 超青春合唱コメディ『SING!』[7]（K.B.S.Project、2013年 東京芸術劇場・大阪世界館）- 朝倉奈美 役（ヒロイン）
- ルクリアクリア（女神座ATHENA、2013年）- ルクリア 役（主演）
- おくられびと(再演)（K.B.S.Project、2014年、シアターグリーンBox in Box）- 末広良子 役（ヒロイン）
- 超スポ魂合唱コメディ『SING!!』-The TAKT of MAGIC-（K.B.S.Project、2014年、シアターグリーンBIG TREE THEATER・大阪 HEP HALL）- 小鳥遊さくら 役（ヒロイン）
- 戦国降臨ガール・Rebirth[8]（アリスインプロジェクト、2014年、六行会ホール）- 石田蜜 役（シングルキャスト）[注 4]
- APHΣ REBELLION-アレス・レベリオン-[9]（女神座ATHENA、2015年、高田馬場RABINEST） - テラマーテル 役（準主演）[注 5]
- 女神座アテナダンスレヴュー公演Vol.01「アテナ・ダンスクラメーション」（女神座ATHENA、2015年、高田馬場RABINEST）（主演）
- APHΣ REBELLION T ～アレスレベリオン・タウ～（女神座ATHENA、2015年、高田馬場RABINEST） - ナノ・マーテル 役（準主演）
- モンパルナスの洋菓子店（K.B.S Project、2015年、高田馬場RABINEST) - コレット 役（主演）
- 天使の図書室①(朗読劇)（女神座ATHENA、2016年、高田馬場RABINEST）
- APHΣ REBELLION -アレスレベリオン-（K.B.S Project、2016年、あうるすぽっと） - テラ・マーテル 役（ヒロイン）
- アリスインデッドリースクール PARADOX (アリスインプロジェクト、2016年、シアターKASSAI） - 竹内珠子 役 (日替わりゲスト)
- The IMMORTAL OPERATION -ジ・イモータル オペレーション-（K.B.S Project、2016年、高田馬場RABINEST） - 花柳香澄 役
- 天使の図書室② （女神座ATHENA、2017年、高田馬場RABINEST）
- 名探偵はじめました！2017 one truth prevails.[10]（アリスインプロジェクト、2017年、シアターブラッツ） - 浦川湖春 役（準主演）
- 狼魔冥遊奇譚（K.B.S.Project、2017年、コフレリオ新宿シアター） - 小夜 役（準主演）
- 聖餐のプシュコマキア（女神座ATHENA、2017年、コフレリオ新宿シアター） - 潔純愛 役（主演）
- 天使の図書室③（女神座ATHENA、2018年、コフレリオ新宿シアター）
- ザ・エレベーターホール（K.B.S Project、2018年、コフレリオ新宿シアター） - 野島塔子 役（主演）
- 天使の図書室④（女神座ATHENA、2018年、コフレリオ新宿シアター）
- チャイナ・ディフェクション 〜天冥争覇〜（女神座ATHENA、2019年、コフレリオ新宿シアター） - メイファン 役（主演）
- 時空警察ヴェッカーЯ - 春ノ刻「咲想パルティーレ」 -（レイアップ、2020年、コフレリオ新宿シアター） - 時空刑事 サラ 役（主演）
- 超青春合唱コメディ『SING!』-2020-（K.B.S Project、2020年、ヒューリックホール東京） - 朝倉奈美 役（ヒロイン）
- 絶対青春合唱コメディ『SING!!!』-空の青と海の青と僕らの学校-（K.B.S Project、2021年、新国立劇場） - 波島沫乃 役（ヒロイン）
- 超青春合唱コメディ『SING!』（K.B.S Project、2021年、AiiA2.5 Theater Kobe） - 朝倉奈美 役（ヒロイン）
- 絶対青春合唱コメディ『SING!!!』-空の青と海の青と僕らの学校-（K.B.S Project、2022年、ソレイユホール） - 波島沫乃 役（ヒロイン）

### DVD
- ひとりごと（竹書房、2014年）
- ひろとりっぷ[11]（エヌウィードレーベル、2015年）

### WEB
- カンフェティch 総合司会代理 - 1月13日放送分
- カンフェティLIVE! -2012年9月14日放送分[注 6]